# Tuczępy (województwo lubuskie)
Tuczępy (niem. Aarhorst) – wieś w Polsce, w województwie lubuskim, w powiecie strzelecko-drezdeneckim, w gminie Drezdenko.
W latach 1975–1998 miejscowość należała administracyjnie do województwa gorzowskiego.

## Nazwa
12 lutego 1948 r. ustalono urzędową polską nazwę miejscowości – Tuczępy, określając drugi przypadek jako Tuczęp, a przymiotnik – tuczępski.